# Arbanitas

Bandera de los Arbanitas

Los arbanitas son un grupo poblacional establecido en Grecia que hablan arvanitikí (o arbërisht), una variedad de albanés tosk. Son de religión cristiana ortodoxa en su inmensa mayoría y se consideran griegos. Solían ser el grupo étnico predominante en ciertas regiones de Grecia Central y Meridional hasta bien entrado el siglo XIX. En la actualidad los arbanitas han sido en su mayor parte asimilados por la nación griega.

## Historia

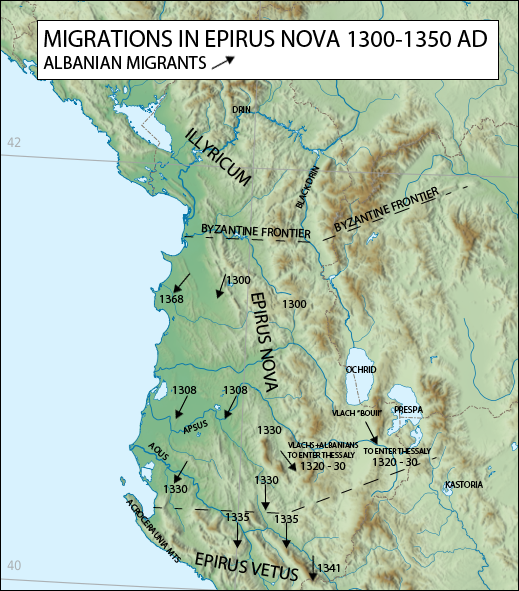
Historia.

Los arbanitas son griegos descendientes de inmigrantes albaneses que se desplazaron a Grecia Central y Meridional en varias oleadas de emigración, entre los siglos XII y XV, procedentes sobre todo del sudeste del territorio albanés. Parte de esta emigración fue promovida por los gobernantes bizantinos y francos del territorio griego a fin de repoblar el país, sumamente devastado como consecuencia de las constantes guerras y epidemias.
Entre los años 1350 y 1418, se calcula que mercenarios albaneses, en un número que rondaría las 80.000 personas (sin contar esposas e hijos), se habrían asentado en el actual territorio griego, a partir de invitaciones hechas por los emperadores bizantinos, los aragoneses (que habían fundado el Ducado de Neopatria) y los venecianos, (que se habían apoderado de buena parte de las islas griegas, entre ellas Eubea y Andros).
En total, el número de inmigrantes albaneses que llegaron a Grecia (varones, mujeres y niños) en aquellos años puede ser calculado en alrededor de unas 200.000 personas.

Esta emigración habría sido provocada por una serie de factores, entre los cuales pueden citarse: la invasión serbia de Albania, una superpoblación del territorio albanés que habría impulsado a muchos a emigrar y una situación social desfavorable.
El empeoramiento de la situación social habría sido uno de los resultados de la fundación del Despotado de Epiro. Hasta ese momento los albaneses estaban organizados en grupos patriarcales o clanes que compartían la propiedad de la tierra. La aristocracia de estos clanes prosperó ya que recibieron títulos cortesanos como pago por los servicios militares prestados al déspota epirota. Estos aristócratas empezaron a gobernar amplias regiones del país y debilitaron el antiguo sistema administrativo del mismo, apropiándose de grandes propiedades de tierra y transformándose en terratenientes. Esto provocó que el común de las gentes acabaran privadas de sus tierras, fortunas y aún de su libertad.
Fue así como muchos empezaron a ver la emigración como la única forma de escapar de unas condiciones de vida que se habían vuelto intolerables.
Líderes de los clanes (o phares en arbanítico) que mantuvieron las antiguas tradiciones y se oponían al nuevo orden de cosas reunieron a todos los campesinos que quisieran iniciar un nuevo curso en sus vidas y emigrar a otras tierras. La inmigración a través del mar se inició alrededor de 1280, y la inmigración por tierra a finales del siglo XIII, ya que en documentos históricos se menciona la presencia de arbanitas en Tesalia (Grecia nororiental) ya en el año 1315.
Posteriormente, desde sus bases en Tesalia, se desplazarían al sur, hacia el Ática, por aquel entonces dominado por los aragoneses del Ducado de Atenas y Neopatria. Los dominadores aragoneses recibieron con brazos abiertos a los emigrantes y les entregaron tierras, con la condición de que en las guerras aportaron hombres a los ejércitos aragoneses de Grecia.
También avanzaron por el oeste de Grecia. A partir de comienzos del siglo XIV, el norte del Epiro empezó a ser invadido por tribus albanesas. Esta invasión se acentuó bajo la dominación, a mediados de dicho siglo, del rey serbio Esteban Dushan que conquistó una gran parte de la región balcánica y la incorporó a su imperio. Durante la invasión serbia de Grecia, buena parte de los ejércitos "serbios" invasores estaban constituidos por "vasallos" albaneses de Dushan, que expulsaron de sus tierras a los griegos nativos y se asentaron ellos en las mismas. Tras la muerte de Dushan y la desmembración de su imperio, la situación no cambió, y las tribus albanesas continuaron invadiendo Epiro y otras zonas de la Grecia occidental, donde solamente la ciudad epirota de Ioannina pudo rechazarles y conservar su independencia. El resto de la región quedó en sus manos. Desde los ocupados Epiro y Acarnania tendría lugar una nueva emigración, esta vez hacia el Peloponeso, donde en 1338 colonos albaneses recibieron tierras de manos del dirigente local, un miembro de la dinastía imperial bizantina de los Paleólogo, con la condición de que la trabajaran y pelearan junto a él en las guerras que debiese librar contra sus enemigos.
Los oleadas de inmigrantes no tuvieron muchas veces un asentamiento pacífico en Grecia y en algunos lugares fueron recibidos con resquemor. Sin embargo en otros fueron recibidos con los brazos abiertos porque su llegada implicaba un ingreso de mano de obra que posibilitaría el trabajo de tierras que habían quedado sin cultivar a raíz de la disminución de la población griega por epidemias, guerras y terremotos. Los "arbanitas" -descendientes de los inmigrantes albaneses- fueron aceptados al fin por el resto de los griegos, y en este hecho jugó un importante papel la religión común que les unía al resto de los griegos: el cristianismo ortodoxo. Con la conversión de buena parte de los albaneses de Albania al islam, la fidelidad de los arbanitas al cristianismo les separó de los albaneses y les acercó a los griegos. Tras soportar como el resto de los pueblos balcánicos la dominación otomana, en el siglo XIX muchos de ellos se sumaron a la revolución griega, peleando duramente contra los turcos y dándole a Grecia muchos de sus héroes nacionales.

## Demografía

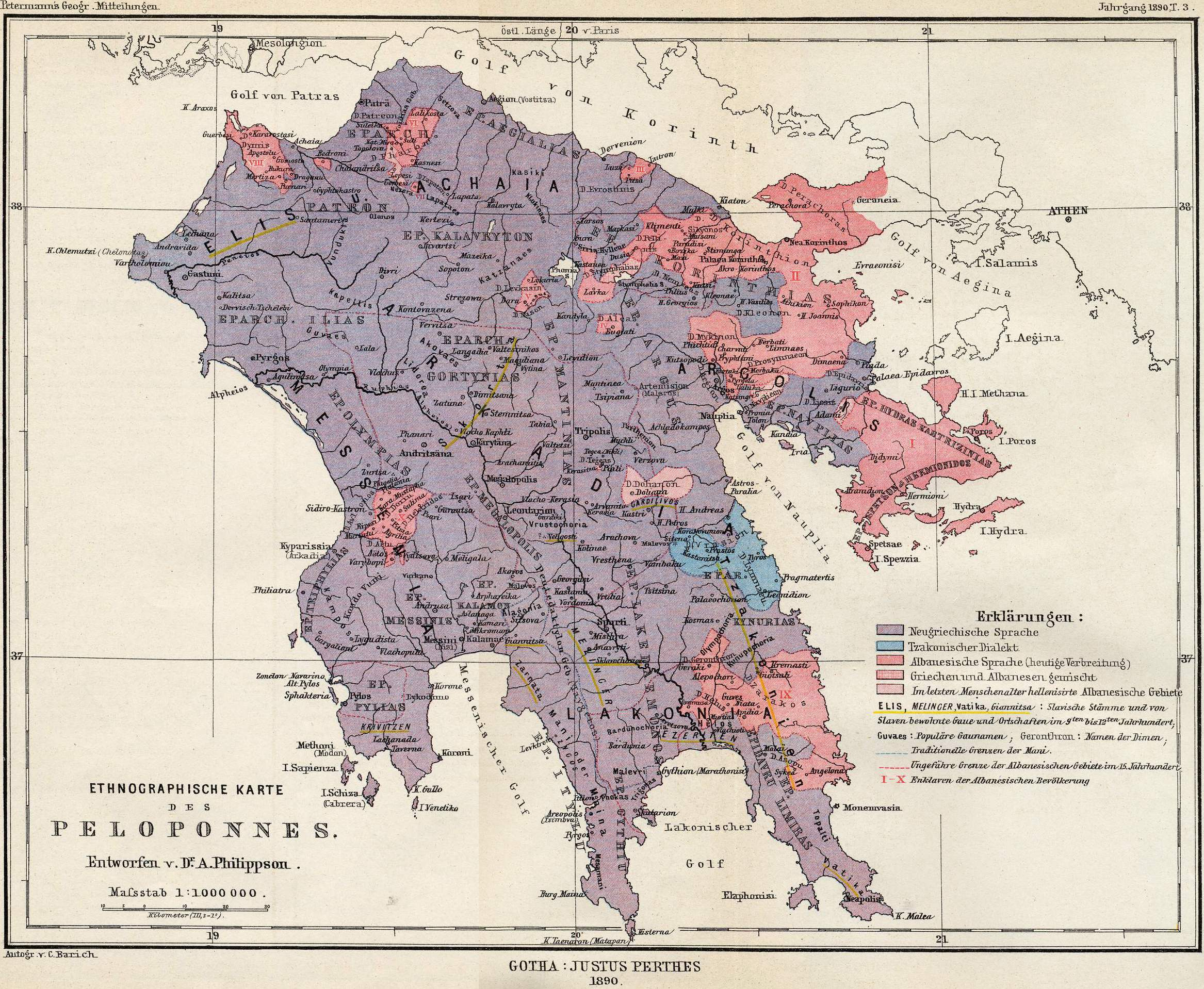
En rosa las áreas del Peloponeso con presencia de arbanitas, en 1890.

Las regiones tradicionalmente habitadas por los arbanitas en el sur de Grecia son: el Ática, Beocia, Argólida, Corintia, el sur de la isla de Eubea y el norte de la isla egea de Ándros. Los suburbios atenienses estuvieron habitados principalmente por arbanitas durante el siglo XIX. También hay poblaciones arbanitas en la Lócrida, en las Islas Sarónicas  (cercanas al Ática) y en el oeste y sur del Peloponeso.
Otros grupos de arbanitas viven en el noroeste de Grecia cerca de la frontera albanesa en Epiro, en Macedonia Occidental, mientras que otros se radicaron en el noreste de Grecia, en la región de Tracia. Los asentamientos tracios fueron fundados más tardíamente que los del sur de Grecia.
Durante el último período de gobierno bizantino, el auge de la piratería provocado por la debilidad del poder imperial dio lugar a la despoblación y empobrecimiento de numerosas islas y tierras costeras de Grecia. Cuando los turcos tomaron el poder de esos lugares, arrebatándoselos bien a los venecianos o a miembros de la nobleza griega, promovieron una enérgica política de repoblación. Buena parte de los nuevos colonos eran inmigrantes albaneses.
A principios del siglo XVII varios grupos de inmigrantes arbanitas, descendientes de albaneses, emigraron hacia las islas egeas de Samos, Psara y Casos desde sus tierras originales en Eubea, Epiro occidental y Tesalia.
Otros grupos emigraron a las siguientes islas Cícladas: Ándros, Ios, Cythnos y Ceos y a la isla de Skopelos, en las Espóradas septentrionales. También colonizaron las islas Sarónicas, cercanas al Ática. Fueron llevados a la isla de Salamis, cerca del 1600, para cultivar la tierra, y en 1580 se establecieron en la cercanas islas de Troezen e Idra. Posteriormente, ya avanzado el siglo XVII estas dos últimas islas recibirían una nueva ola de inmigrantes arbanitas, procedentes de Parga, Souli, Valona, Eubea y Cythnos.
También los venecianos utilizaron colonos arbanitas para repoblar las islas griegas que lograron conquistar. En las islas Jónicas, que habían quedado semidespobladas a raíz de las incursiones turcas que mataban y esclavizaban a los habitantes, se alentó una migración de mercenarios griegos desde el Peloponeso, los stradiotis. Estos soldados griegos al servicio de la República de Venecia que defendían los enclaves venecianos en Grecia continental de los ataques turcos, emigraron masivamente con sus familias a las Islas Jónicas tras la toma por parte de los turcos en el siglo XVI de los últimos baluartes venecianos en el Peloponeso, las ciudades de Moron y Coron. Buena parte de estos soldados "griegos" en realidad eran descendientes de los inmigrantes albaneses que se habían establecido en el Peloponeso durante el siglo XIV.